# Ескельди би
Ескельди би (каз. Ескелді би, до 2000 г. — Дальний Восток) — аул в Каратальском районе Жетысуской области Казахстана. Административный центр Ескельдинского сельского округа. Находится примерно в 4 км к юго-востоку от города Уштобе, административного центра района. Код КАТО — 195037100.
Названа в честь бия Ескельды Жылгелдиулы.

## Население
В 1999 году население аула составляло 1343 человек (658 мужчин и 685 женщин). По данным переписи 2009 года, в ауле проживало 1424 человека (703 мужчины и 721 женщина).